# Josef Aberth
Josef Aberth (* 14. September 1930 in Boschnei) ist ein ehemaliger deutscher Politiker und Funktionär der DDR-Blockpartei DBD. 
Aberth war Diplom-Agrarökonom. Nachdem er von 1958 bis 1972 Vorsitzender der LPG „Einheit“ in Ballhausen war, wurde er Vorsitzender der LPG Pflanzenproduktion „Salvador Allende“ Bad Tennstedt. Von 1976 bis 1990 war er Mitglied der Volkskammer der DDR.
Er wurde mit dem Banner der Arbeit Stufe I ausgezeichnet.